# Чжэн Ваньцзюнь
Чжэн Ваньцзю́нь (кит. упр. 郑万钧, пиньинь  Zhèng Wànjūn, палл. Чжэн Ваньцзюнь, англ. Wan Chun Cheng или англ. Wan Jun Zheng, 24 июня 1908 — 25 июля 1987) — китайский ботаник и коллекционер растений.

## Биография
Чжэн Ваньцзюнь родился в 1908 году. 
Изначально Чжэн Ваньцзюнь был одним из китайских коллекционеров растений, а затем он стал одним из ведущих авторитетов в мире по систематике голосеменных растений. Он работал в Национальном центральном университете в Нанкине. 
Чжэн Ваньцзюнь умер в 1987 году. 

## Научная деятельность
Чжэн Ваньцзюнь специализировался на папоротниковидных и на семенных растениях.   

## Некоторые публикации
- Hu, HH, WC Cheng. 1948. Sobre una nueva familia Metasequoiaceae y Metasequoia con tostroboides, una especie viviente del genus Metasequoia hallada en Szechuan y en Hupeh. Bull.Fan Mem. Inst. Biol. New Series 1: 153—163.
- Cheng, WC, KL Chu. 1949. El estado corriente de los bosques de Shui-hsa-pa, Lichuan, Hubei. Sci. (China) 31: 73—80.

## Почести
Вид растений Juniperus chengii L.K.Fu & Y.F.Yu был назван в его честь. 